# Clothes Make the Pirate
Clothes Make the Pirate is een Amerikaanse avonturenfilm uit 1925 onder regie van Maurice Tourneur. De film is wellicht zoekgeraakt.

## Verhaal
Tidd is een verlegen kleermaker uit Boston, die ervan droomt om piraat te worden. Hij zit onder de plak van zijn vrouw en hij wordt door zijn buren weggehoond. Op een nacht verkleedt hij zich als piraat om zijn vrouw en buren aan het schrikken te maken. Enkele boekaniers verwarren hem met de beruchte zeerover Dixie Bull. Hij neemt het bevel over hun schip. Hij ontdekt dat een aantal van zijn buren zich bij de piraten hebben aangesloten, maar zij herkennen hem niet. Door een Engels fregat te enteren laat Tidd voor de eerste keer in zijn leven zijn gezag gelden. Bij de aanval op een stad kan hij de echte Dixie Bull gevangennemen. Zo wordt hij een held in de ogen van zijn vrouw en zijn stadsgenoten.

## Rolverdeling
| Acteur           | Personage            |
| ---------------- | -------------------- |
| Leon Errol       | Tremble-at-Evil Tidd |
| Dorothy Gish     | Betsy Tidd           |
| Nita Naldi       | Madame De La Tour    |
| George F. Marion | Jennison             |
| Tully Marshall   | Scute                |
| Frank Lawlor     | Crabb                |
| Edna Murphy      | Nancy Downs          |
| James Rennie     | Luitenant Cavendish  |
| Walter Law       | Dixie Bull           |
| Reginald Barlow  | Kapitein Montague    |